# سید علیرضا افقهی

افقهی

سید علیرضا افقهی (۱۳۳۲ شمیران – ۱۳۹۱ سبزوار) نمایندهٔ حوزهٔ انتخابیهٔ سبزوار در دورهٔ پنجم مجلس شورای اسلامی بود که با کسب ۷۰٬۱۰۱ رأی از مجموع ۱۹۲٬۸۴۰ رأی در مرحلهٔ اول پیروز شد. افقهی در مسجد پامنار، قدیمی‌ترین مسجد سبزوار، که قدمتی بیشتر از مسجد جامع این شهر دارد، اقامهٔ نماز می‌کرد.
او از خاندان افقهی موسوی بود؛ پدرش فخرالدین افقهی («آیت‌الله فخر») و عمویش سید عبدالاعلی سبزواری بودند. سید محمود هاشمی شاهرودی نیز باجناقش بود. او در ۲۷ شهریور ۱۳۹۱ حین تدریس در سبزوار درگذشت.
از افقهی سابقه‌ای در زندانی شدن به دلیل مبارزه با دودمان پهلوی در دست نیست.